# 還我母語運動
還我母語運動，又稱還我客家話運動，是於1988年12月28日下午，在臺灣臺北市由客家知識分子所發起之大規模的街頭遊行，其目的是希望在廣播與電視節目中，開放使用臺灣客家語。該運動的主要發起者，為邱榮舉、林一雄、胡鴻仁、陳文和、梁景峰、黃安滄、鍾春蘭、戴興明、魏廷昱等人，其抗議中華民國政府的《廣播電視法》中對於方言的限制，並且要求傳播媒體播送客家語的節目，以推動多元、開放的語言政策。

## 背景

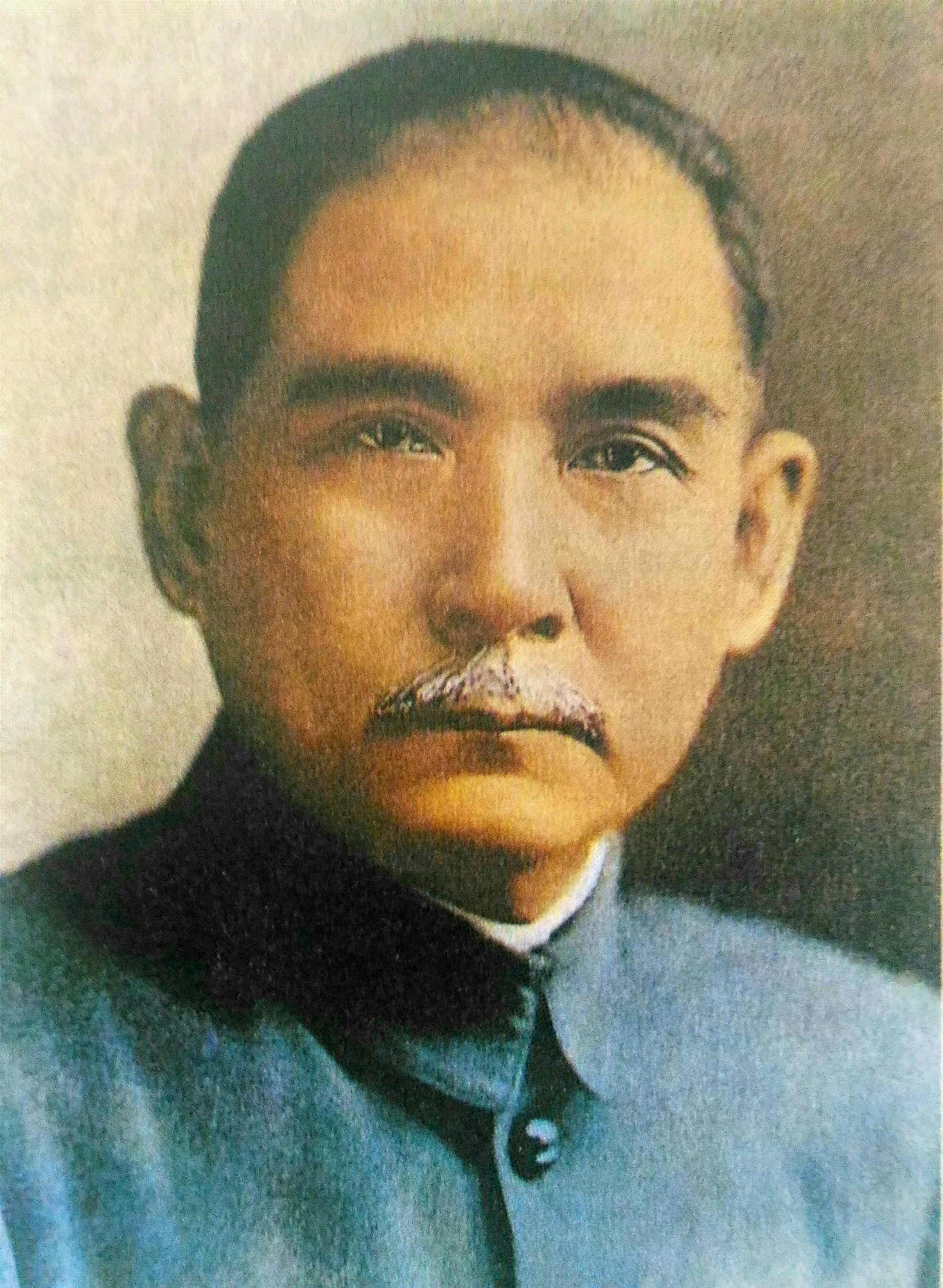
該遊行隊伍，以中華民國國父孫文為名譽總領隊。該圖為當時所使用之孫氏遺像

1949年以後，中華民國政府在臺灣推行國語運動，其對於該地的各種方言抱持著反對的態度，並且在學校禁止使用包括臺灣客家語、臺灣原住民族諸語等本土語言，亦限制這些方言在電影與電視中出現。黨外運動人士則是對於政府的語言政策抱持著反對的態度。在1987年7月15日解嚴以後，民間出現要求復興客家語的呼聲。1987年10月25日，雜誌《客家風雲》創刊。遊行發起者為邱榮舉、林一雄、胡鴻仁、陳文和、梁景峰、黃安滄、鍾春蘭、戴興明、魏廷昱等《客家風雲》的創辦人。1988年，經由在臺北市立金華國民中學任教的林一雄協助，申請到學校場地，舉辦第一場兩百人的演講。隨後至桃園、新竹、苗栗，以及中部與南部等地區巡迴演講。口號為「和平、奮鬥、救客家」、「修改廣電法」。

關於由客家人所發起之還我母語運動的背景與目的，學者施正鋒言簡意賅的指出：「長期以來，作為少數族群的客家人，不僅是在政治場域的參與客客氣氣、小心翼翼，在公共領域的再現幾乎也是被當作是隱形人看待。一直要到1980年代中期，隨著國民黨威權體制的自由化，民間的社會運動一一崛起，客家運動才打破百年孤寂式的緘默，以跨越政黨的『還我母語』運動來表達對於族群文化凋零的痛心、以及對中華民國的『獨尊國語』政策的抗議。」學者若林正丈則是認為，該運動的發起背景，是「本省人中的少數族群客家人，對於本省人賦權將一面倒地造成人口多數的福佬人賦權，同時導致已在官方中國民族主義的語言一元化政策中遭受打擊的自身文化，更進一步遭抬頭的福佬文化埋沒一事甚感危機」。有鑑於此，「使得他們發動以語言為主的文化防衛運動」。他指出，遊行的參與者，以同屬客家人的孫文為「名譽總隊長」，而他們舉著嘴巴被打上「╳」記號的孫氏肖像，是「批判連『國父孫文』的母語，都在國民黨一元語言政策下被迫衰退。」學者范振乾認為，如果孫氏當時仍然在世，「也一樣會被執政當局嚴格禁制，無法在公共領域中使用自己優美的母語，也無法在廣播、電視節目中聽到、看到自己優美的母語節目，同樣要面臨聽不到『客家人的聲音』的困境，同樣是一隻失聲的畫眉鳥。」不過，學者黃宇和在其出版於2016年的著作中認為，於孫氏從事革命工作的時代，無論是在海內或是海外，客家人都是屬於弱勢族群。而處在土客之間的敵對情緒，亦是壁壘分明。黃氏認為，孫氏若是客家人，則「他最初發動革命時，要得到廣府人的支持，難矣哉。」

還我母語運動的訴求，主要有三：一是開放客家語的廣播與電視節目；二是實行雙語教育；三是建立平等語言政策，並且修改《廣播電視法》第20條對方言之限制條款為保障條款。學者張維安表示，在該運動的三項訴求中，即有兩項訴求是同傳播媒體有所關係。因此，他認為：「可見媒體的近用權是客家母語運動的主要訴求，與客家文化之興亡有密切的關係。」

## 遊行過程
1988年12月28日下午，以《客家風雲》雜誌為主體的客家知識分子所發起之「1228還我母語運動」，即在聚集了近萬名群眾的臺北市的國立國父紀念館廣場上展開。在總領隊邱榮舉、總指揮傅文政、副總指揮林一雄與林豐喜等人的引領下，經過學者羅肇錦以客家語向中華民國國父孫文宣讀〈祭國父文〉後，遊行隊伍，即從國父紀念館出發，前往立法院，遞交該運動的陳情書。該遊行隊伍，於抵達立法院時，是由署理立法院院長的劉闊才（客家人）出面迎接，而立法院教育委員會召集委員陳哲男，則是負責接受陳情書。然後，該遊行隊伍，轉而前往行政院請願；最後，其是於當日下午6時，在中正紀念堂的廣場上解散。

在遊行過程中，遊行者們多佩戴口罩，並且高舉中華民國國父孫文的遺像。該遊行隊伍的文字宣傳為：
如果國父孫中山還活著的話，他上電視也不能說自己的客家話。
參加還我母語運動的遊行隊伍的結構，屬於鬆散結構。這一運動的運作動力，是結合臺灣社會上的各方人士的力量，而不是由一嚴謹的組織，來負責其中的運作。從政黨觀之，該運動的參加者所歸屬之政黨，是包含了民主進步黨、工黨、中國青年黨、中國國民黨等政黨。

## 影響
- 陳水扁於第1屆民選直轄台北市長任內，成立台北市客家藝文中心，將大安區公所舊址整修為客家文化園區。
- 陳水扁政府執政後，責成唐飛內閣草擬行政院客家委員會組織條例向立法院提案，張俊雄內閣據此成立客委會。2003年客家電視台開播。
- 2018年12月28日，還我客家話運動紀念30週年。[14] [15] [16]
- 2022年1月6日，客家委員會公告全國客家日調整為1228「還我母語運動日」，回應2018年客家基本法修正案立法院附帶決議，並突顯客家族群發起公民運動，爭取語言發展，影響90年代對於本土語言之重視。[17]